# Санто-Доминго (Эквадор)
Са́нто-Доми́нго или Санто-Доминго-де-лос-Колорадос (исп. Santo Domingo) — город в Эквадоре. Расположен в 130 километрах к западу от столицы страны Кито, на западной границе Анд. Центр провинции Санто-Доминго-де-лос-Тсачилас. Четвёртый по величине город страны.

## География
Санто-Доминго расположен на северо-западе Эквадора, в западных предгорьях Анд, в 120 километрах от побережья Тихого океана. Высота над уровнем моря — 625 метров. Город находится в зоне влажного тропического климата с высоким уровнем осадков, территорию вокруг города покрывают влажные тропические леса. Экватор проходит всего в 27 километрах севернее.